# Petar Matas proti Hrvaški
Petar Matas proti Hrvaški je primer, v katerem je sodišče obravnavalo kršitev človekove pravice do mirnega uživanja svojega premoženja. Tudi v primeru, ko ima država sprejete zakone, ki te pravice omejujejo zaradi varovanja splošnega interesa, ima lastnik pravico do korektne obravnave, skrbnega tehtanja enih in drugih interesov in reševanja konflikta v razumnem času. 

## Ozadje primera
Petar Matas (v nadaljevanju tožnik) je v Splitu od države leta 2001 kupil stavbo, katere uporaba ni bila nikakor omejena, da bi jo uporabljal v poslovne namene. Dve leti kasneje je splitska »Uprava za zaščito kulturne dediščine« izdala sklep o zaščiti potencialne kulturne dediščine – njegove stavbe in mu s tem omejila pravico do proste uporabe za tri leta, dokler se ne ugotovi dokončna kulturna vrednost stavbe. O tem sklepu tožnika niso niti obvestili. 
Leta 2007 po poteku zakonskega časa zaščite, uprava še vedno ni imela dokončne ocene vrednosti in je za stavbo zopet izdala sklep o triletni zaščiti. Tudi tokrat tožnika niso obvestili. 
Tožnik je ugotovil sam iz zapisa v zemljiški knjigi in se je na sklep pritožil Ministrstvu za kulturo republike Hrvaške. Trdil je, da je drugi sklep nezakonit, saj je najdaljše trajanje zaščite v zakonu omejeno na tri leta. Zanimal se je tudi za odškodnino (nadomestilo) glede na omejitev uporabe svoje lastnine. Uprava pa je ministrstvu pojasnila svoje ravnanje s tem, da ni uspela dobiti zemljiško knjižnega izpisa za zadevno stavbo. Ministrstvo je pritožbo zavrnilo s pojasnilom, da je neutemeljena, saj zakon ne prepoveduje ponovne triletne zaščite. Tožnik se je po zavrnitvi pritožil na Upravno sodišče zaradi kršitve njegove lastninske pravice in zahteval odškodnino zaradi poslovne škode. Na odločitev je čakal 3 leta. V času čakanja na odločitev, je leta 2010 Uprava umaknila zaščito stavbe z ugotovitvijo, da stavba ni del kulturne dediščine. Upravno sodišče pa je leta 2011 njegovo pritožbo zavrnilo kot neutemeljeno. Tožnik se je nato pritožil še na Ustavno sodišče, ki je pritožbo prav tako zavrnilo. S tem je izčrpal pravne možnosti za zaščito njegovih pravic v okviru državnega pravnega sistema. 

## Postopek
Tožnik se je pritožil na Evropsko sodišče za človekove pravice (ESČP) zaradi kršitve prvega člena dodatnega protokola Evropske konvencije človekovih pravic, ki zagotavlja posamezniku pravico do mirnega uživanja svojega premoženja. ESČP je pritožbo sprejelo v obravnavo, saj je v državi izkoristil vsa pravna sredstva. Sodišče je odgovarjalo na štiri ključna vprašanja. Ali je bila lastnikova posest motena? Ugotovilo je, da je bila, kar je priznala tudi vlada. Ali je za motenje zakonska podlaga? V zakonu o varovanju kulturne dediščine je uporabljena zaščita dovoljena in je bil sprejet ukrep zakonit. Ali je motenje upravičeno z legitimnim ciljem? Sodišče je ugotovilo, da je varovanje kulturne dediščine legitimen cilj. Ali je konkretno motenje posesti sorazmerno s ciljem? Pri tehtanju sorazmernosti je sodišče vzelo v ozir dva vidika ravnanja uradnih organov. Sodišče je ugotovilo, da je šest let za ugotavljanje vrednosti objekta z vidika kulturne dediščine odločno preveč, še posebej glede na razloge za takšno trajanje. Državljan ima pravico do dobro delujoče države, kar od organov zahteva učinkovitost, primernost in konsistenco. Sodišče je ugotovilo tudi grobe proceduralne napake pri obravnavi zadevnega primera. Tožnika niso obveščali o postopkih, niso mu omogočili izraziti svoje vidike o zadevi, pri obravnavah na sodiščih niso upoštevali njegovih argumentov, omejevali so se le na vidik javnega interesa, niso upoštevali principa sorazmernosti in niso upoštevali tožnikovih kritik o pasivnosti organov pri reševanju njegovih težav. 

## Odločitev ESČP
Zaradi zgoraj naštetih ugotovitev je sodišče sklenilo, da so bile tožniku kršene človekove pravice po Konvenciji. Pri uporabi 41. člena Konvencije pa je sodišče ugotovilo, da tožnik ni pravočasno in ustrezno specificiral svojih zahtev po pravični odškodnini in mu le te ni dodelilo. 
Za sprejeto odločitev kršitve prvega člena dodatnega protokola Konvencije je glasovalo sedem sodnikov. Sodbo je potrdilo pet sodnikov, dva pa sta bila proti. 